# 逸夫書院

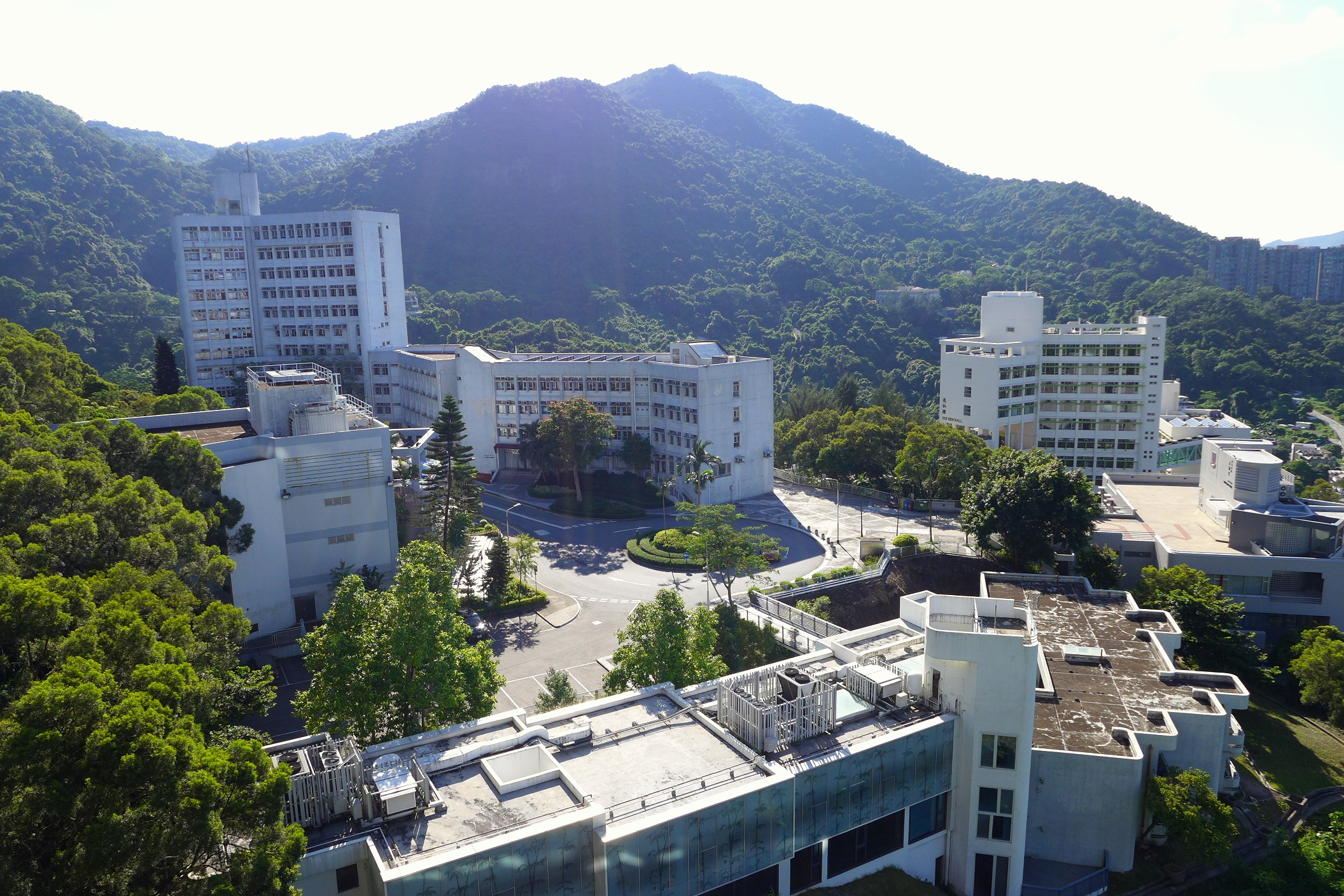
從伍宜孫書院望向逸夫書院

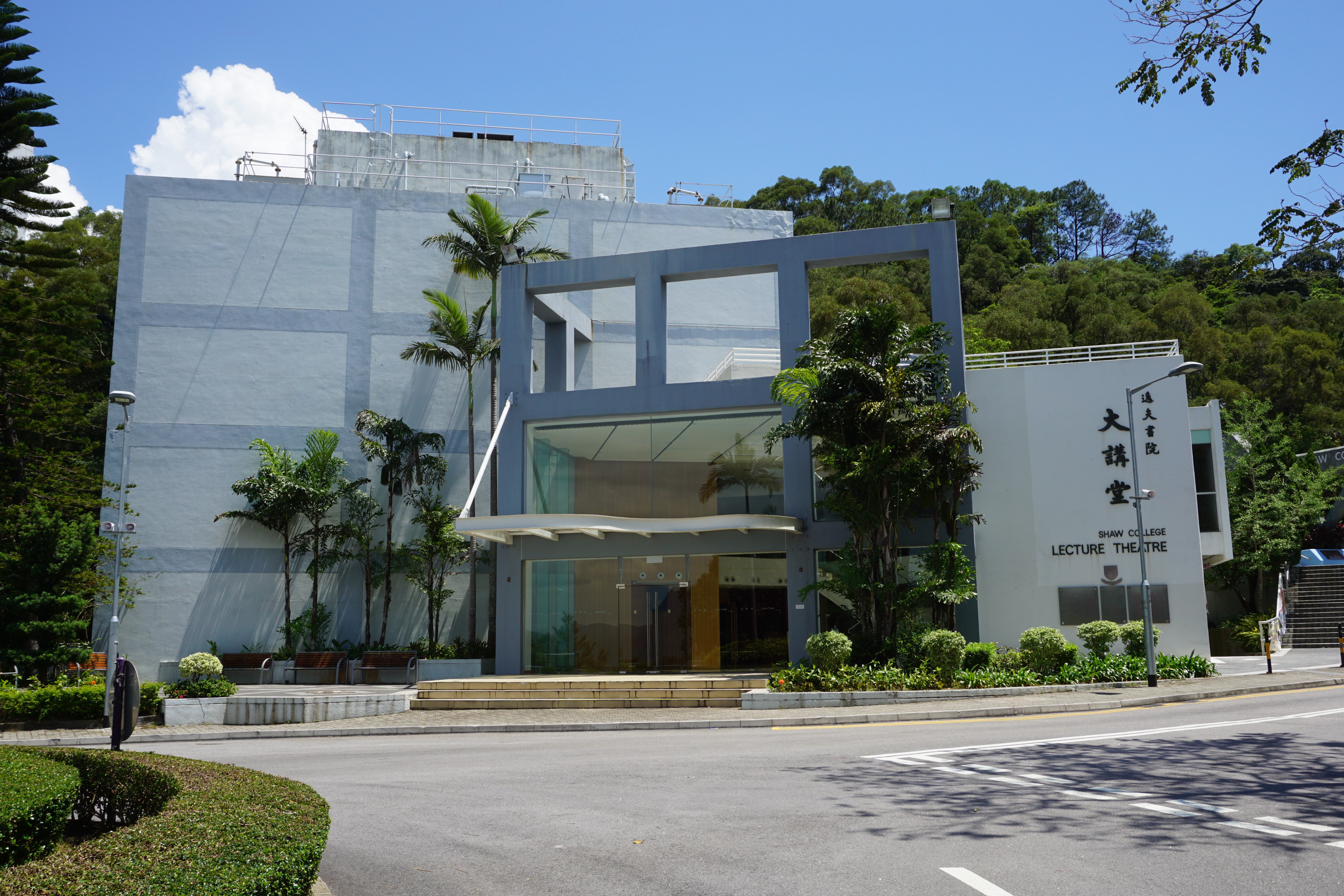
逸夫書院大講堂

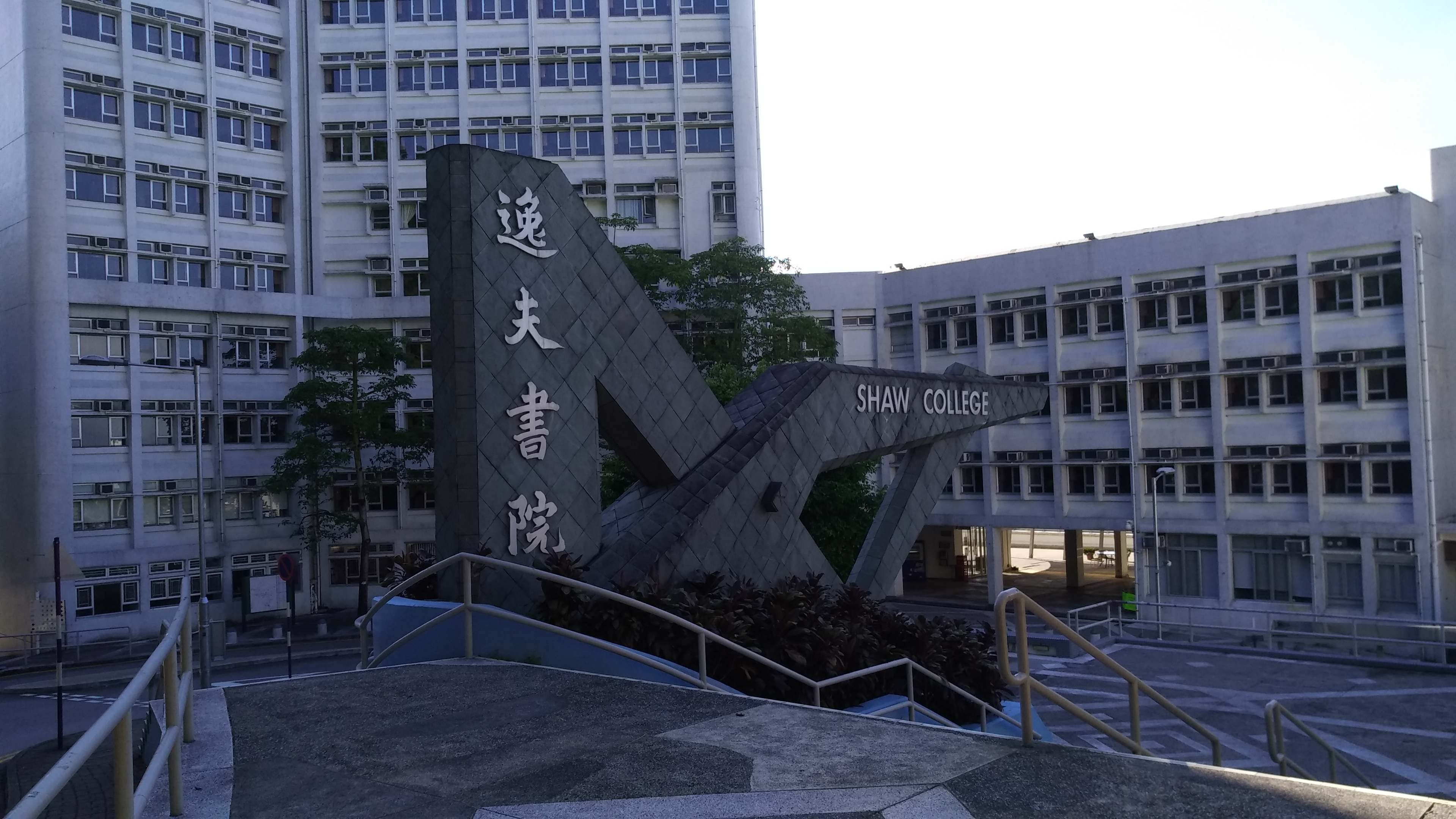
逸夫書院門口的「女人腳」

22°25′20″N 114°12′05″E / 22.422255°N 114.201298°E
逸夫書院（英語：Shaw College，簡稱SC或者Shaw）是香港中文大學第四所成員書院，也是第一所於中大成立後才創校的成員書院，創立於1986年，創辦人為邵逸夫爵士。逸夫書院坐落於中大校園西北部近大埔尾坑，面向吐露港。

## 歷史
1985年5月，邵逸夫爵士答允捐款1億1000萬港元予香港中文大學以成立第四所成員書院。大學校董會遂議決將新書院命名為「逸夫書院」，並由邵逸夫爵士擔任書院創辦人。同年，大學成立專責小組，處理籌備逸夫書院的事宜。
1986年7月30日，當時的香港立法局正式通過「香港中文大學（宣佈成立逸夫書院）條例」，賦予逸夫書院法定地位。初時，逸夫辦事處設於崇基學院教學樓（現已重建）。
1987年1月12日，逸夫書院在校園建築工地舉行奠基禮，主禮嘉賓為書院創辦人邵逸夫爵士與時任署理港督鍾逸傑爵士；後來，書院校董會議決將每年的此日定為院慶日。同年，時任醫學院精神科學系講座教授的陳佳鼐教授獲委任為書院首任院長，馬臨教授則獲選為書院校董會主席。
1990年3月3日，書院校園正式落成啟用，並由時任港督衛奕信爵士和書院創辦人邵逸夫爵士主持書院的開幕典禮。

## 建築物
在籌備成立此書院之際，大學為此舉行了一個建築設計比賽，最終由中大建築處（今校園發展處）之簡元信建築師（Y.S. Kan）設計方案取得一等獎，並獲採用。而在原來方案中，書院將建造教學樓供工商管理學院使用，最後因資金不足而沒有建造。因此，逸夫書院為大學第一所不設教學設施的書院（往後成立之書院亦如是）。

### 國楙樓
「國楙樓」原名「第一學生宿舍」，是逸夫書院首座學生宿舍。宿舍於1989年9月正式啟用，分高低座，高座樓高10層，低座高3層，合共提供宿位576個，男女生約各佔一半。首任宿舍舍監為楊鶴強博士及鄧素琴博士。
在入伙初期，由於書院中央石油氣供氣站（近國楙樓）仍未通過驗收，本宿舍浴室及基座飯堂須暫時改用罐裝石油氣，直至1989年12月中央石油氣站通過機電署驗收為止。而由於1991年政府禁止新建含中央石油氣庫的建築項目，因此逸夫的供氣站是中文大學最後一座啟用的供氣站。
1998年1月，李世綸堂捐贈鉅款予逸夫書院，「第一學生宿舍」遂命名為「國楙樓」，以誌善舉，並藉以表彰該堂故族人李國偉與李楙昆仲對教育事業的熱忱。

### 第二學生宿舍
「第二學生宿舍」是逸夫書院第二座學生宿舍。宿舍於1992年9月落成啟用，提供宿位289個。首任宿舍舍監為蔡潮盛博士，而目前舍監為劉創馥教授及黃葉芳博士。
1995年10月，書院獲大學撥款委員會資助擴建第二學生宿舍，包括建造低座（原稱為第三學生宿舍）及在高座頂部加建新樓層；工程隨後展開，直至2001年9月完成。擴建後，「第二學生宿舍」分為高、低兩座，中間以天橋相連；合共提供宿位635個。毗連低座的書院籃球場亦同時完工，開放使用。
2010年，林健忠博士及何厚煌博士宣佈將會捐贈港幣 1,000 萬元予逸夫書院，藉紀念辛亥革命100周年，以鼓勵逸夫學生更多學習中國歷史。因此，「第二學生宿舍」高座於同年以國父孫中山命名為「逸仙樓」（Sun Yat-sen Hall），而位於「第二學生宿舍」五樓的活動室則將命名為「廖仲愷國際學生交流中心」（Liao Zhong-kai International Student Exchange Centre）。有關命名建議已獲書院、學生會、宿生會、舍監等接納，並獲大學校董會通過。

### 文瀾堂
「文瀾堂」是逸夫書院的學生活動中心，與一期國楙樓同時啟用。大樓內設有書院院務處、活動室、走讀生舍堂（1995年起成立）及李和聲香港歷史資源中心。在雅群樓南翼的共享學習空間啟用前，香港歷史資源中心位置曾用作書院自學中心（自修室兼小型圖書館，非中大圖書館系統），同樣以李和聲（後來為中大捐贈了和聲書院）命名。

### 雅群樓
此樓共有兩層，原先全幢用作訪港學人宿舍；但自從大學推展為「334新學制」而設的擴建工程後，南翼改建為共享學習空間（除預留予逸夫學生時段，所有學生均可使用），同時加建一層，並改外牆為玻璃幕牆，而北翼則維持現狀。

### 逸華樓
因應各大學宿位長期不足，政府於2018年推出「宿舍發展基金」，其中一項工程為加建逸夫書院逸華樓。該宿舍以逸夫書院創辦人邵逸夫夫人方逸華命名，提供宿位300個，由胡周黃建築設計（國際）有限公司設計，華營建築承建，於2022年7月動工，預期2024年尾竣工。

## 院訓
逸夫書院的院訓是「修德講學」，出自《論語·述而篇》。子曰：「德之不修，學之不講，聞義不能徒，不善不能改，是吾憂也。」以孔子這句話為院訓，是要勉勵同學德智並重。只有修養品德，追求學問，兼而行之，修德以居仁由義，講學以溫故知新，兩者兼備，才接近君子的境界。
此外，書院的口號是「臻善存德，居高懷仁」，與院訓互相呼應，強調同學在追求卓越之餘仍注重操守，居於領導地位仍懷有仁愛之心。

## 院歌
作曲：林聲翕　作詞：陳佳鼐、劉殿爵
- 歌詞

美哉逸夫書院，環山抱海接天高。
樂哉逸夫書院，絃歌不輟徹雲霄。
慎思明辨，溫故知新，
堅強奮發，莫怕路遙。
致知格物，修德講學，懷大志。
造福人群，努力直須年少。

## 創辦人
- 邵逸夫爵士 ，大紫荊勳賢 ，CBE：香港中文大學終身校董、邵氏兄弟（香港）有限公司、電視廣播有限公司、邵逸夫獎基金會創辦人。

## 歷任院長
- 第一任：陳佳鼐教授（1987年－1994年）
- 第二任：楊汝萬教授（1994年－2004年）
- 第三任：程伯中教授（2004年－2008年）
- 第四任：沈祖堯教授（2008年－2010年）[6]
- 第五任：陳志輝教授（2010年－2020年）[7]
- 第六任：梁耀堅教授（2020年－)[8]

## 校董會主席
- 馬臨教授（前香港中文大學校長）（1987年－2011年）
- 馮兆滔先生（泛海國際集團有限公司董事長）（2011年－）

## 主要建築
- 文瀾堂（學生活動中心）
- 雅群樓（北翼仍為教職員宿舍，而南翼已改建）
- 國楙樓
- 第二學生宿舍（於2001年分別在頂部及對出空地擴建）
- 大講堂
- 逸夫台
- 禤永明樓（學習共享空間，雅群樓南翼）

## 宿生會幹事會
按逸夫書院兩所學生宿舍宿規，兩宿各設有一宿生會幹事會（下稱宿生會），每年各由兩宿宿生以內閣形式選舉產生，於每年二月一日履新，任期一年。有別於其他書院，兩宿宿生會皆獨立於任何組織，以統籌活動及宿舍事務。兩宿偶爾舉辦聯宿活動，如聯宿大笪地（後演變為逸夫四大活動之Shawlane）、聯宿送舊（後為逸夫第五大活動級社取代）、聯送籃球比賽（為兩宿宿慶活動之一）。

## 學生會及學生組織
逸夫書院學生會成立於1990年，乃代表香港中文大學逸夫書院全體學生的學生團體。本着民主自治的精神，目標是謀求會員福利及維護其合理權益、培養學術風氣、促進同學健全人格之發展、增進其對社會之認識、積極參與社會事務，並以師生治校為理想。
學生會由代表會、幹事會、仲議會及逸夫節拍出版委員會四個中央組織組成，均由逸夫同學每年選舉產生，每屆任期為一年。而在1995年成立的走讀生舍堂亦是學生會的一部分，設有走讀生舍堂委員會，由逸夫走讀生每年選舉產生（其中有若干年無人接任）。
| 年份       | 國宿宿生會幹事會內閣名稱 | 任期內宿舍迎新營大組 | 任期內宿舍迎新營大組 | 二宿宿生會幹事會內閣名稱 | 任期內宿舍迎新營大組 | 任期內宿舍迎新營大組 |
| ---------- | ------------------------ | -------------------- | -------------------- | ------------------------ | -------------------- | -------------------- |
| 2004-2005  |                          | 未有大組制           | 未有大組制           | 二和團 2Gather           | 未有大組制           | 未有大組制           |
| 2009-2010  | 汝國常在 Kuogather       | 未有大組制           | 未有大組制           | 二熾方 Power2            | 未有大組制           | 未有大組制           |
| 2010－2011 | 好旺國 Kuomouspolitan    | 未有大組制           | 未有大組制           | 二角度 2Vision           | 未有大組制           | 未有大組制           |
| 2011－2012 | 國是可樂 KuoMouCola      | 未有大組制           | 未有大組制           | 二勇軍 2Gather           | 未有大組制           | 未有大組制           |
| 2012－2013 | 開心國樂 Happy Kuoner    | 國烽                 | 楙天                 | 情二結 Emotion           | 未有大組制           | 未有大組制           |
| 2013－2014 | 大國掘喜 Kuotopia        | 翱國牽               | 楙星翔               | 隨二門 Dream Come 2      | 未有大組制           | 未有大組制           |
| 2014－2015 | 與國添晴 KuoMorning      | 好國癮               | 大楙險               | 二無盡 2finity           | 未有大組制           | 未有大組制           |
| 2015－2016 | 國萊勳多 Kuoffundo       | 有感國               | 楙旋風               | 任二行 Free2Run          | 義氣仔               | 超友誼               |
| 2016－2017 | 發國好夢 Dreaming Kuo    | 國醒鳥               | 渡楙悅               | 畢二家 Home2gO           | 雷神索二             | 變型俠二             |
| 2017－2018 | 劃國翔空 Skykuoker       | 笑住國               | 楙的地               | 雄心二 2SPIRE            | 阿二卑斯             | 馬二代夫             |
| 2018－2019 | 皆國有樂 Kuoderland      | 獨國獸               | 季楙風               | 二想曲 2magine           | 浮光二彩             | 凌星二影             |
| 2019－2020 | 悅國留聲 Kuostellar      | 約定國               | 楙星群               | 二藤園 2ternal           | 二新月異             | 日二如梭             |
| 2020－2021 | 晧國昇暉 Kuorizon        | 因疫情取消           | 因疫情取消           | 心宿二 2morrow           | 因疫情取消           | 因疫情取消           |
| 2021－2022 | /                        | /                    | /                    | /                        | /                    | /                    |
| 2022－2023 | 海渢漼國 Kuomering       | 魅驚國               | 楙暈峯               | 二重奏 2nitial           | 朔二離               | 逐二天               |
| 2023－2024 | 雷霆震國 Kuognited       | 國魂羽               | 楙堤鯊               | /                        | /                    | /                    |
| 2024－2025 | 栩國森願 Kuonopy         | 國鬥仕               | 造楙主               | 二星璇 2mmortal          | 壟二魂               | 翊二郕               |

| 屆數       | 代表會主席 | 主修課程             | 幹事會內閣名稱                           | 幹事會會長                    | 主修課程                            | 逸夫節拍 出版委員會內閣名稱 | 逸夫節拍 出版委員會總編輯 | 主修課程                                     | 走讀生舍堂委員會內閣名稱 | 走讀生舍堂委員會主席 | 主修課程             |
| ---------- | ---------- | -------------------- | ---------------------------------------- | ----------------------------- | ----------------------------------- | --------------------------- | ------------------------- | -------------------------------------------- | ------------------------ | -------------------- | -------------------- |
| 第十屆     | 不詳       | 不詳                 | 巒脈                                     | -                             | -                                   | 不詳                        | 不詳                      | 不詳                                         | 不詳                     | 不詳                 | 不詳                 |
| 第十一屆   | 不詳       | 不詳                 | 從缺                                     | -                             | -                                   | 不詳                        | 不詳                      | 不詳                                         | 不詳                     | 不詳                 | 不詳                 |
| 第十二屆   | 不詳       | 不詳                 | 從缺                                     | -                             | -                                   | 不詳                        | 不詳                      | 不詳                                         | 不詳                     | 不詳                 | 不詳                 |
| 第十三屆   | 不詳       | 不詳                 | 從缺                                     | -                             | -                                   | 不詳                        | 不詳                      | 不詳                                         | 不詳                     | 不詳                 | 不詳                 |
| 第十四屆   | 不詳       | 不詳                 | 從缺                                     | -                             | -                                   | 不詳                        | 不詳                      | 不詳                                         | 不詳                     | 不詳                 | 不詳                 |
| 第十五屆   | 尹嘉茵     | 新聞及傳播系         | 逸夫主義                                 | 陳民生                        | 計算機工程學系                      | 不詳                        | 不詳                      | 不詳                                         | 不詳                     | 不詳                 | 不詳                 |
| 第十六屆   | 黃梓棋     | 綜合工商管理學士課程 | 從缺                                     | -                             | -                                   | 不詳                        | 不詳                      | 不詳                                         | 不詳                     | 不詳                 | 不詳                 |
| 第十七屆   | 陳顯俊     | 語文教育             | 從缺                                     | -                             | -                                   | 不詳                        | 不詳                      | 不詳                                         | 不詳                     | 不詳                 | 不詳                 |
| 第十八屆   | 伍志忠     | 環境科學             | 從缺                                     | -                             | -                                   | 不詳                        | 不詳                      | 不詳                                         | 不詳                     | 不詳                 | 不詳                 |
| 第十九屆   | 不詳       | 不詳                 | 從缺                                     | -                             | -                                   | 不詳                        | 不詳                      | 不詳                                         | 不詳                     | 不詳                 | 不詳                 |
| 第二十屆   | 不詳       | 不詳                 | 追逸 Shaw Runner                         | 胡漢民                        | 電子工程學                          | 不詳                        | 不詳                      | 不詳                                         | 不詳                     | 不詳                 | 不詳                 |
| 第二十一屆 | 施永年     | 語文教育             | 逸不落                                   | 何栩豐                        | 社會學                              | 不詳                        | 不詳                      | 不詳                                         | 不詳                     | 不詳                 | 不詳                 |
| 第二十二屆 | 黃偉樑     | 計算機工程學         | 逸夫當關 Shawlicitous                    | 不詳                          | 不詳                                | 不詳                        | 不詳                      | 不詳                                         | 逸夫走讀 RunRun Shaw     | 賴宇堯               | 綜合工商管理學士課程 |
| 第二十三屆 | 陳展峰     | 政治與行政學         | 夫之逸出                                 | 呂子健                        | 政治與行政學                        | 不詳                        | 不詳                      | 不詳                                         | 逸悅如 Shaw RunIn Shaw   | 鍾立志               | 綜合工商管理學士課程 |
| 第二十四屆 | 吳嘉豪     | 政治與行政學         | 登高逸呼                                 | 盧勁揚                        | 社會學                              | 不詳                        | 不詳                      | 不詳                                         | 逸日Shaw夫 Daily Shaw    | 黃冠達               | 系統工程與工程管理學 |
| 第二十五屆 | 雷樂怡     | 政治與行政學         | 天下為逸                                 | 伍世昌                        | 綜合工商管理學士課程                | 旭逸。致                    | 李曉敏                    | 文學士(中國語文研究)及教育學士(中國語文教育) | 逸不落 Rising Shaw       | 劉宇熙               | 計算機工程學         |
| 第二十六屆 | 何澔楊     | 政治與行政學         | 逸呼百應                                 | 林彥求                        | 分子生物技術學                      | 百逸夢                      | 朱啟楓                    | 文化管理                                     | 來逸方翔 Shawing Up      | 謝昌衡               | 系統工程與工程管理學 |
| 第二十七屆 | 陳栩裕     | 地理與資源管理學     | 沁逸                                     | 杜森宇                        | 統計學                              | 閒逸                        | 黃雋傑                    | 社會科學（大類收生）                         | 逸無缺 Shawradise        | 劉宇深               | 工程學（大類收生）   |
| 第二十八屆 | 黃雋傑     | 政治與行政學         | 此逸可待                                 | 謝煒洛                        | 建築系                              | 筆放逸                      | 張景雯                    | 政治與行政學                                 | 逸飛衝天 Fantashaw       | 呂思平               | 城市研究課程         |
| 第二十九屆 | -          | -                    | 逸昇越恆                                 | 梁馨駿                        | 機械與自動化工程學                  | 逸心說                      | 趙泓達                    | 新聞系                                       | 逸同行 Shawliday         | 蕭嘉華               | 生物醫學工程學       |
| 第三十屆   | -          | -                    | 逸世紀                                   | 甘凱欣                        | 機械與自動化工程學                  | 逸心說                      | -                         | -                                            | 渡逸月 Shawneymoon       | 黃祈寯               | 生物醫學工程學       |
| 第三十一屆 | 梁馨駿     | 機械與自動化工程學   | 逸魂                                     | 高聰言                        | 護理學                              | 拾逸談                      | 陳璟朗                    | 專業會計學                                   | 逸樂園 Shawniverse       | 楊采宜               | 幼兒教育             |
| 第三十二屆 | 甘凱欣     | 機械與自動化工程學   | 向逸 Bonshaw                             | 不詳                          | 不詳                                | 逸記簿 Chronicle            | 陳瑀琦                    | 文化管理                                     | 海映逸 Shawlantis        | 黃穎豪               | 信息工程學           |
| 第三十三屆 | 王樂晴     | 藥劑學               | 逸鳴 Reshawnate                          | 不詳                          | 不詳                                | 守逸烽 Aegis                | 黎家俊                    |                                              | 逸羽晴 Shawracle         | 邵國峰               | 護理學               |
| 第三十四屆 | 不詳       | 不詳                 | 從缺（臨時行政委員會）→ 逸燎 Shawtillare | 羅竣彥（臨政） → 不詳（逸燎） | 新聞及傳播系（臨政） → 不詳（逸燎） | ／                          | ／                        | ／                                           | 從缺（臨時行政委員會）   | ／                   | ／                   |
| 第三十五屆 | 羅竣彥     | 新聞及傳播系         | 逸誌 Shawra                              | 郭嘉寶                        | 公共衞生                            | ／                          | ／                        | ／                                           | ／                       | ／                   | ／                   |
| 第三十六屆 | 不詳       | 不詳                 | 從缺（臨時行政委員會）                   | ／                            | ／                                  | ／                          | ／                        | ／                                           | 珀逸葵 Shawfflepuff      | 吳泓樂               | 信息工程學           |

學生會屬下目前有系會12個，屬會17個。另國楙樓及第二學生宿舍均有宿生會組織。

## 逸夫書院學生會迎新營
| 年份 | 籌委會主席 | 主修課程             | 口號                                                | 大組主題      | 大組名稱 |
| ---- | ---------- | -------------------- | --------------------------------------------------- | ------------- | --- |
| 2003 | 不詳       | 不詳                 | 不詳                                                | 聯手共創新基  | 聯合國、黑手黨、磁力共振、創世者 (Creator)、新鴻基、肯德基                                                      |
| 2004 | 不詳       | 不詳                 | 不詳                                                | 爆發青春火花  | 笑爆你、發蘭西、青木堂、麗春園、聖火令、紅花會                                                                  |
| 2005 | 不詳       | 不詳                 | 熾熱燃燒的心 發揮無限潛能 活出璀璨未來 展現逸夫色彩 | 熾熱燃燒      | (Kimochi)、大熱門、飄飄燃、快銀D (Quicksilver)                                                                  |
| 2006 | 不詳       | 不詳                 | 凝聚百顆熱血心 薪火相傳在迎新                       | 凝聚薪火      | (Freeplaying)、聚龍軒、新撰組、燎原火                                                                           |
| 2007 | 不詳       | 不詳                 | 見證廿載輝煌 照亮明日星光                           | 照亮明日星光  | 傲照堂、魔靈量 (Morning Shower)、明神教、守逸鋒 (Frontale)、摘星者 (Starcaptor)、爆你光 (Polygon)               |
| 2008 | 不詳       | 不詳                 | 激發薪火力量 開拓未來夢想                           | 激發夢想      | 我要激 (AllUGig)、發燒友 (FeverGuy)、百逸夢 (Pokemon)、騎住上 (Creation)                                        |
| 2009 | 不詳       | 不詳                 | 不詳                                                | 燃亮星火      | 燃動力 (Inspire)、無限亮 (Sparkle)、星行者 (Starwalker)、火耀逸 (Forever)                                       |
| 2010 | 不詳       | 不詳                 | 不詳                                                | 尋夢振翅高飛  | 不詳、夢逸光 (Dreamweaver)、High到震 (Hydrogen)、翅世代 (Dynasty)、高火熱 (Miracle)、犀飛利 (Safari)            |
| 2011 | 不詳       | 不詳                 | 成就夢想 飛躍啟航                                   | 夢想啟航      | 夢之火(Marvellous)、大激想（Fantasy）、啟示錄（Crazalot）、任天航（Consailor）                                  |
| 2012 | 盧汶豐     | 綜合工商管理學士課程 | 編織逸夫未來 燃燒熱血盛夏                           | 燃燒熱血盛夏  | 燃無限 (Immortal)、燒遙號 (Synergy)、熱次元 (Equator)、超新血 (Superman)、盛勢力 (Symphonic)、夏魔力 (Harmonic) |
| 2013 | 林俊鴻     | 保險，財務及精算     | 不詳                                                | 星火燎原      | 飛躍星 (Fiestar)、把幾火 (Ikushaw)、燎延者 (Luminant)、原聚力 (Dynamic)                                         |
| 2014 | 徐嘉藝     | 中國研究             | 烽火翱翔 夢想飛翔                                   | 烽火翱翔      | 超烽巔 (Wolverwind)、火燒心 (Sparkler)、翱夏日 (Ohayou) 、夢工翔 (Megatron)                                     |
| 2015 | 蘇曉東     | 通識教育             | 逸夫迎新營 速度與激情                               | 速度與激情    | 速速前 (Accio)、合味度 (Caboodle)、及時與 (Nakama)、激力多 (Volcanic)、猜情尋 (Neverland)                       |
| 2016 | 何澔楊     | 政治與行政學         | 日月星辰 仍伴同行                                   | 日月星辰      | 夢淩日 (Parhelic)、伴月行 (Artemis)、流星雨 (Nirvana)、晨來也 (Suzao)                                           |
| 2017 | 區穎俊     | 計算機科學           | 夢想高飛 一同乘搭時光機                             | 時光機        | 霎時間 (Lacuna)、超光速 (Savitar)、夢翔機 (Utopi)                                                               |
| 2018 | 李承坤     | 計算機工程學         | 追逐陽光 青春熱血 破天荒                            | 破天荒        | 破折號 (Paralus)、滿天星 (Bloomerang)、荒晴烒 (Fornacis)                                                        |
| 2019 | 羅子桓     | 地理與資源管理學     | 邁步前衝 掀起盛夏 龍捲風                            | 龍捲風        | 晨龍崼 (Draquila)、元氣捲 (Ukiyo)、風起鳥 (Aquina)                                                              |
| 2020 | 梁馨駿     | 機械與自動化工程學   | 活力四射 燃燒青春 仲夏夢                            | 夏夢          | 夏日誌 (Aloha)、夢香鯨 (Kohola)                                                                                 |
| 2021 | 葉永新     | 環球經濟與金融學     | 盡情高飛 挽手穿梭 望晨曦                            | 晨曦          | 狩護晨 (Hermitant)、煋曦夜 (Albastro)                                                                           |
| 2022 | 黃柏豪     | 數據科學與政策研究   | 變幻無窮 青春綻放 萬花筒                            | 萬花筒        | 萬岉靈 (Heithoria)、花火訣 (Flohana)、筒畫鎮 (Madrigal)                                                         |
| 2023 | 不詳       | 不詳                 | 不詳                                                | 勁浪漫 超溫馨 | 勁浪漫、超溫馨                                                                                                  |

## 四大活動
除了由學生會、宿生會以及學生會屬下團體舉辦的活動外，逸夫書院學生每年都會舉辦「四大活動」：
- 一月：逸夫書院週年院慶（包括：Fashion show、晚會、新活動、運動日、千人宴等）
- 三月：逸夫書院歌唱比賽
- 八月：逸夫書院迎新營
- 十月：「逸夫里」綜合晚會（Shawlane）

「四大活動」均由逸夫書院的學生自行籌組及推行，充分展現逸夫學生的無限創意。
| 年份      | Shawlane主題             | 院慶主題                               | 逸唱主題                          |
| --------- | ------------------------ | -------------------------------------- | --------------------------------- |
| 1999-2000 |                          |                                        | 7 逸嗚驚人                        |
| 2000-2001 |                          | 13 新年 New Year                       |                                   |
| 2001-2002 |                          | 14 紅逸                                | 9 Sing其逸                        |
| 2002-2003 |                          | 17                                     |                                   |
| 2003-2004 |                          |                                        |                                   |
| 2004-2005 | 4 Shaw City              |                                        | 12 Go Sing 夫王喚后               |
| 2005-2006 | 5 Shawadise              |                                        |                                   |
| 2006-2007 |                          | 21 全逸夢飛行 Come Fly with Us         | 14 逸逸好舒唱 Shower              |
| 2007-2008 |                          | 22 冬逸戀曲                            | 15 逸夫Sing星王 King of Shaw Sing |
| 2008-2009 |                          | 23 昔逸都市 Shaw and the Memories      |                                   |
| 2009-2010 |                          | 24 旭日帝國 The Rise of Shaw           |                                   |
| 2010-2011 |                          | 25 夢逸仙境 Shaw of Wonders            |                                   |
| 2011-2012 | 11 Shawldier             | 26 航海逸誌 Voyage of Shaw             |                                   |
| 2012-2013 | 12 Run Run Shaw Around   | 27 逸夜糖歡 Candy Craze Shaw           | 20 逸夫街聲 Shaw Sing Along       |
| 2013-2014 | 13 逸霧迷城 SHAWPHARAOH  | 28 昔逸呼玩 Play Out Loud              | 21 逸夜笙歌 Disco-ver Shaw        |
| 2014-2015 | 14 牧場逸語 Farm Shaw La | 29 銀河唯逸 Shawpernova                | 22 擇逸再戰 Bing Bang Shaw        |
| 2015-2016 | 15 叢見天逸 AmaShaw      | 30 即逸起行 Expedishaw                 | 23 久遇一逸 Shaw You Again        |
| 2016-2017 | 16 怪獸逸侵 Shawk        | 31 可以逸戰 Shawrior                   | 24 逸期一會 iShawni               |
| 2017-2018 | 17 英倫風逸 ExShawtic    | 32 冬逸傳說 Let It Shaw                | 25 畢逸上映 Shaw Time             |
| 2018-2019 | 18 反斗逸族 Toy Shawy    | 33 瘋魔逸時 Mali Mali Shaw             | 26 歲逸如歌 Moment of Shaw        |
| 2019-2020 | 19 尋夏覓逸 Shawaii      | 因社會事件取消                         | 因疫情取消                        |
| 2020-2021 | 因疫情取消               | 未能成莊取消                           | /                                 |
| 2021-2022 | 21 歡誕怪逸 Mishawry     | 36 美城逸事 Shawneetown (後因疫情取消) | 27 大爆機逸 Vicshawrious          |
| 2022-2023 | 22 周遊意逸 Shawfesta    | 37 狂野時逸 Shawfitti                  | 28 逸樂盛典 Shawnaval             |

## 知名校友
- 黃德如（新聞及傳播）：香港註冊中醫、節目主持人、作家、前無綫電視新聞部記者兼主播。
- 吳先瑩（新聞及傳播）：香港教育大學傳訊經理、前九巴企業傳訊主管、前無綫電視新聞部記者兼主播。
- 莊安宜（新聞及傳播）：香港有線電視新聞台首席主播。
- 梁德輝（新聞及傳播）：香港電台第2台節目主持人。
- 黃穎嘉（新聞及傳播）：香港有線電視新聞台主播。
- 李朗怡（新聞及傳播）：無綫新聞記者。
- 鄧小樺（中文）：香港本地文學雜誌《字花》創辦人兼編輯。
- 黃世澤（政政）：香港時事評論員。
- 陳克勤（1997/政政）：立法會議員（新界東）、前行政長官特別助理。
- 李致和（體育運動科學）：香港三項鐵人運動員。
- 許曉暉（工商管理）：已故，前民政事務局副局長。
- 方剛（電子計算）：「香港地下天文台」創辦人。
- 孫耀威（電算工程）：香港歌手、藝人。
- 張家豐（阿喱）（系統工程）：東亞唱片製作有限公司總經理、前香港商業電台節目主持人。
- 朱凱迪（1999/英文）：社運人士。
- 李軒朗（2017/政政）：前九龍城區議員。
- 區諾軒：前立法會議員、南區區議員。
- 麻利亞（新聞及傳播）：商業電台叱咤903節目主持人。
- 何沛珈（2019/護理學）：香港藝人。
- 許漢榮（中國語言及文學）：香港兆基創意書院校長、前香港教育大學教育政策與領導學系講師

## 外部連結
- 香港中文大學 （页面存档备份，存于）
- 香港中文大學逸夫書院 （页面存档备份，存于）
- 香港法例 第1109章 香港中文大學條例 - 附表4 逸夫書院的書院校董會的章程及權力